# Wolfram Gottfried

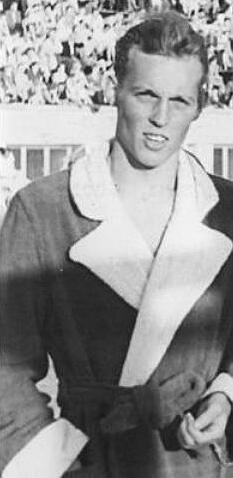
Wolfram Gottfried 1952

Wolfram Gottfried (* 27. August 1931 in Leipzig) ist ein ehemaliger Schwimmsportler, der vorwiegend in den 1950er Jahren Leistungssport in der DDR betrieb. Er flüchtete 1957 aus der DDR.

## Sportliche Laufbahn
Gottfried konnte bereits als 16-Jähriger im Schulsport mit guten Leistungen im Schwimmen glänzen und begann ab 1947 mit regelmäßigem Training. Nachdem er 1948 das Abitur abgelegt hatte, tauchte er als 18-Jähriger mit einem Sieg beim Dessauer Schwimmfest 1949 über 100 m Brust erstmals in überregionalen Ergebnislisten auf. Bei einem internationalen Schwimmfest 1950 in Ost-Berlin war er bereits Mitglied der DDR-Nationalmannschaft. Bei den ersten DDR-Hallenschwimmmeisterschaften 1950 schwamm er über 400 m DDR-Rekord. Zu dieser Zeit war er Mitglied der Betriebssportgemeinschaft (BSG) Stahl Nord Leipzig, wechselte aber 1952 zur Leipziger BSG Motor Gohlis-Nord. Im Februar 1952 schwamm er über 200 m Schmetterling DDR-Rekord, wurde aber bei den DDR-Meisterschaften 1952 zum ewig Zweiten abgestempelt.
Die Schwimmsaison 1953 wurde zu Gottfrieds erfolgreichstem Jahr. Er begann im März mit zwei neuen DDR-Rekorden über 200 m Freistil im Einzel und der Staffel. Bei den DDR-Meisterschaften stellte er über 200 m Lagen erneut einen DDR-Rekord und gewann vier Meistertitel im 200-m-Lageneinzel sowie in den Staffelwettbewerben 4 × 100 m Rücken, 4 × 100 m Lagen, 4 × 200 m Freistil. Nebenbei schloss er sein Studium zum Bauingenieur für Stahlbau mit dem Erwerb des Ingenieurdiploms ab. Das Jahr endete für Gottfried allerdings mit der Suspendierung zusammen mit zwei weiteren Schwimmern aus der Nationalmannschaft, da er bei den Schwimmwettkämpfen bei den Welt-Jugendfestspielen in Bukarest nicht die erwarteten Leistungen erbracht hatte.
Nachdem Gottfried 1954 mit einem weiteren DDR-Rekord über 400 m Lagen erneut auf sich aufmerksam gemacht hatte und mit der Lagenstaffel der BSG Motor Gohlis-Nord erneut Meister im 4 × 200-m-Freistilschwimmen geworden war, wurde er 1955 vom neu gegründeten SC Rotation Leipzig übernommen. Zu diesem Zeitpunkt hatte er jedoch bereits seinen Leistungszenit überschritten. 1957 konnte er mit der Vizemeisterschaft im 4 × 200-m-Freistil noch einmal eine Medaille gewinnen. Im selben Jahr flüchtete er mit seiner späteren Frau Helga Barth ebenfalls eine Spitzenschwimmerin aus der DDR und ließ sich in Hamburg nieder.
Zunächst beendete Gottfried seine sportliche Laufbahn und kehrte erst 1985 als Mitglied des SV Norderstedt zum Schwimmsport zurück. Als er später zum Hamburger SV Poseidon wechselte, wies er mit einem Europarekord über 100 m Lagen und zwei Weltrekorden über 100 m Freistil und 100 m Schmetterling in der Altersklasse 70 seine alten Qualitäten nach.